# Eva (Comic)
Eva (oder auch in Majuskeln geschrieben: EVA) ist ein Schweizer Comic des Texters Claude Jaermann und des Zeichners Felix Schaad, der zunächst in der Satirezeitschrift Nebelspalter, dann vom 22. Januar 2001 bis Ende 2017 täglich im Tages-Anzeiger erschien.

## Geschichte
Entstanden ist der Comic-Strip 1996 für den Nebelspalter. Der Vorläufer war ein Comic über die Ratte «Igor». Dieser fand zwar bei vielen Redaktionen Anklang, wurde aber doch nicht veröffentlicht. Erst nach intensiver Suche der Autoren war der Nebelspalter bereit, den Comic über die Ratte zu veröffentlichen. Ein Eva-Comic-Strip erschien seit 22. Januar 2001 täglich im Tages-Anzeiger. Die Comic-Strips werden zusammengefasst in Bänden im Eigenverlag der Autoren herausgegeben. Die Comic-Strips erschienen zudem seit 2003 täglich auf der Webseite des Tages-Anzeigers. Ende 2017 wurde Eva eingestellt. Seit dem 3. Januar 2018 werden im Tages-Anzeiger stattdessen unterschiedliche Comic-Strips von 6 verschiedenen Autoren veröffentlicht.

## Akteure

### Eva
Die Heldin der Comic-Strips heisst «Eva Grdjic» (transkribiert von «Grđić»). Sie soll als Antiheldin figurieren und so ist sie bewusst weder jung, noch hübsch, noch hat sie eine herausragende gesellschaftliche Stellung oder einen Vorzeigejob. Sie ist eine montenegrinische Einwanderin, die an der Kasse des fiktiven Einkaufszentrum Cosmos Megastore arbeitet. Ihre Markenzeichen sind ihre übergewichtige Gestalt und ihr spitzes, nach oben gekämmtes Haar. Sie ist enorm sportlich und zu vielen Leistungen fähig, die man ihr vom körperlichen her gar nicht zutrauen würde.
Der Name und die Nationalität geht auf die ehemalige Englischlehrerin Ludmilla Grdjic von Claude Jaermann zurück. Sie ist die Tochter des berühmten Bosnienführers Vasilj Grdjic, der am historischen Attentat von Sarajevo von 1914 mitbeteiligt gewesen war.
Gemäss Felix Schaad liess er sich von einer real existierenden Person inspirieren und muss heute noch an sie denken, wenn er Eva Grdjic zeichnet. Und zwar gab es in Winterthur eine Früchte- und Gemüseverkäuferin in einem Laden, die nicht zierlich war, sondern eine grosse Oberweite hatte und eine stämmige Statur. Ebenso hatte sie eine laute Stimme und einen herben Charme und Felix Schaad vermutet in ihr trotzdem einen weichen Kern.

### Familienmitglieder
Eva Grdjic wohnt mit ihrer Tochter Manuela (kurz Manu), ihrem Enkel Kevin und ihrer Enkelin Sabrina in Schwamendingen. Diese Familie stellt somit die schweizerische Einwanderer-Unterschicht dar. Der Comic nimmt immer Bezug auf aktuelle politische oder gesellschaftliche Belange und karikiert diese. Kevin ist Manuelas Sohn und ging früher auf eine Wirtschaftsschule. Da er krauses Haar hat und eine Brille, sieht er Harry Potter sehr ähnlich. Er hat ebenso eine blitzförmige Narbe auf der Stirn. Kevin ist Computerfreak und ständig im Internet. Seine jüngere Schwester heisst Sabrina. Im Haus, wo die Familie wohnt, treffen sie häufiger auf den Hauswart Kurt Zwicky, der bekennendes SVP-Mitglied ist.

### Arbeitskollegen
Die Arbeitskolleginnen an den Kassen sind Margrit, Ruth und Heidi. Im Cosmos arbeitet ebenfalls ein Mann namens Sisyphus, der vor allem für Instandsetzung der Einkaufswagen und sonstige handwerkliche Arbeiten angestellt wurde. Sisyphus ist übermenschlich stark und wird deshalb von Eva für diverse private Einsätze gebraucht, die übermenschliche Stärke voraussetzen. In erster Linie hilft Sisyphus Eva so aus diversen Notlagen. Sisyphus spricht nie ein Wort. Zum Cosmos gehört auch ihr homosexueller Vorgesetzter Stefan Meili (kurz Smeili), der eine kurze Affäre mit dem Coach Siegler hatte. Siegler war früher der Coach des Cosmos-Chefs Dr. Gabriel Vaisselle, wurde aber später entlassen.

## Einbezug ins reale Geschehen
Einer der Comics stellte die Wahlen zum Stadtpräsidenten von Zürich im Jahre 2002 dar. Damals ging es um die Frage, ob der Sozialdemokrat Elmar Ledergerber oder der FDP-Politiker Martin Vollenwyder die Nachfolge des Sozialdemokraten Josef Estermann antreten würde. Im Comic bewarb sich dann die Hauptdarstellerin auch ums Präsidentenamt. Um das Ganze zusätzlich zu karikieren, wurden die Comic-Zeichner mit Eva Grdjic ebenfalls im Wahlkampf real präsent und brachten Wahl-Plakate in Zürichs Strassen an. Darauf bewarb sich die fiktive Eva Grdjic im Comic mit dem Slogan «Für einen sozialen Sozialismus» ebenfalls für das Stadtpräsidentenamt.

## Comicbände
- Eva: ein Schweizer Sonderfall. Sewicky Verlag, Winterthur 1997, ISBN 3-9520938-3-1.
- Eva: ein Schweizer Sonderfall Band 2. Sewicky Verlag, Winterthur 1998, ISBN 3-9520938-4-X.

### Tagesstrips
- Band 1: Kassenkampf. Sewicky Verlag, Winterthur 2001, ISBN 3-9520938-5-8.
- Band 2: Damenwahl. Sewicky Verlag, Winterthur 2002, ISBN 3-9520938-6-6.
- Band 3: Pokerfarce. Sewicky Verlag, Winterthur 2003, ISBN 3-9520938-7-4.
- Band 4: Bush-Telefon. Sewicky Verlag, Winterthur 2004, ISBN 3-9520938-8-2.
- Band 5: Brutalasozialverruckt. Sewicky Verlag, Winterthur 2004, ISBN 978-3-9520938-9-4.
- Band 6: Grdjic Walking. Sewicky Verlag, Winterthur 2005, ISBN 978-3-9523080-0-4.
- Band 7: Prima Donna. Sewicky Verlag, Winterthur 2006, ISBN 978-3-9523080-1-1.
- Band 8: Beauty Case. Sewicky Verlag, Winterthur 2007, ISBN 978-3-9523080-2-8.
- Band 9: Ballerina. Sewicky Verlag, Winterthur 2008, ISBN 978-3-9523080-4-2.
- Band 10: Malediva. Sewicky Verlag, Winterthur 2009, ISBN 978-3-9523080-5-9.
- Band 11: Auffangstation. Sewicky Verlag, Winterthur 2010, ISBN 978-3-9523080-8-0.
- Band 12: Sprechblasenentzündung. Sewicky Verlag, Winterthur 2011, ISBN 978-3-9523789-0-8.
- Band 13: FaschtEvamilie. Sewicky Verlag, Winterthur 2012, ISBN 978-3-9523789-1-5.
- Band 14: Katerfrühstück. Sewicky Verlag, Winterthur 2013, ISBN 978-3-9523789-2-2.
- Band 15: Mamazonas. Sewicky Verlag, Winterthur 2014, ISBN 978-3-9523789-4-6.
- Band 16: Oerliklon. Sewicky Verlag, Winterthur 2016, ISBN 978-3-9523789-7-7.
- Band 17: Paradeplatzen. Sewicky Verlag, Winterthur 2015, ISBN 978-3-9523789-5-3.
- Band 18: Nordkoreva. Sewicky Verlag, Winterthur 2017, ISBN 978-3-9523789-8-4.

## Hörspiel
Die Comic-Heldin gründete mit ihren Kolleginnen eine Band namens The Laufband. Es erschien auch eine Single-CD mit dem Titel Sie heisst Eva … Brutalasozialverruckt.